# Scirtoidea
Scirtoidea là một liên họ bọ cánh cứng đa ngành bao gồm 3 họ.

## Hình ảnh

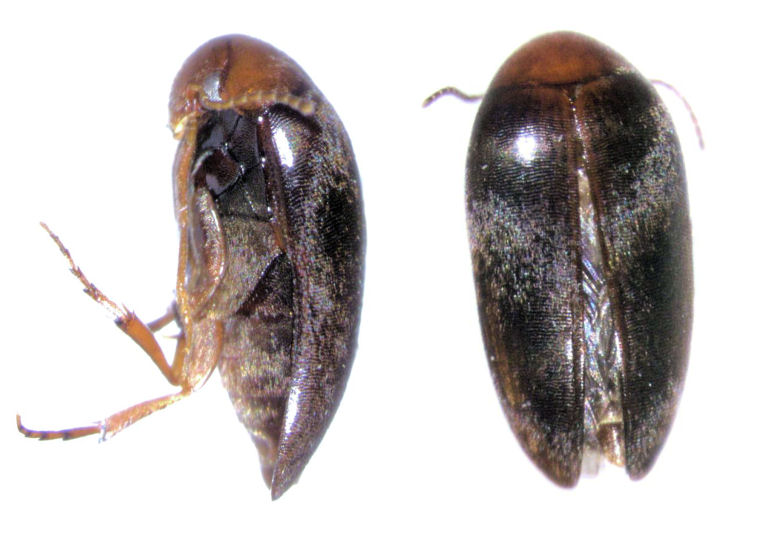